# Plazoleta Castelao

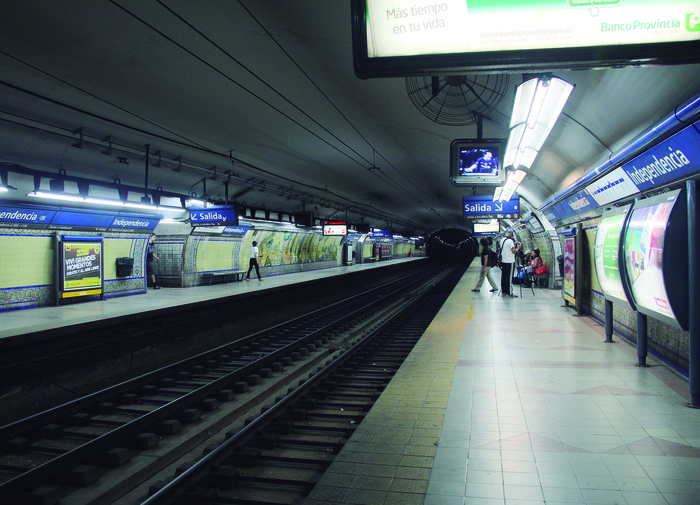
Bajo la plazoleta está la estación Independencia de la línea C.

La Plazoleta Alfonso Castelao se encuentra en la esquina de la Avenida Independencia y la calle Bernardo de Irigoyen, en Buenos Aires. Ocupa una parte de la antigua Plaza de la Concepción, un espacio y antiguo mercado en los tiempos coloniales, que desapareció con la apertura de la Avenida 9 de Julio a comienzos de la década de 1970.
Recibe su nombre de Alfonso Castelao, uno de los grandes impulsores del nacionalismo gallego, que falleció en el Centro Gallego porteño en el año 1950, gracias a un homenaje que hizo la comunidad gallega de Buenos Aires.
Además de una placa puesta en su honor y un busto de granito con la imagen de Castelao, hay un sector de juegos infantiles y una arboleda de palos borrachos, junto a una boca de acceso a la estación Independencia de la línea C del subte de Buenos Aires.
- Datos: Q6080496